# Joseph Holbrooke

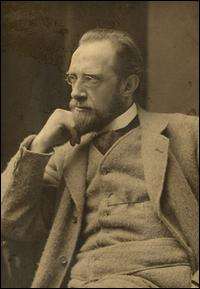
Joseph Holbrooke (1878–1958)

Joseph Charles Holbrooke (* 5. Juli 1878 in Croydon; † 5. August 1958 in London) war ein englischer Komponist, Dirigent und Pianist.

## Leben
Joseph Holbrooke wurde als Joseph Charles Holbrook in Croydon, Surrey, geboren. Sein Vater, der ebenfalls den Namen Joseph trug, war Musiker und Lehrer im Bereich Music Hall. Seine Mutter Helen war eine schottische Sängerin. Er hatte zwei ältere Schwestern (Helen und Mary) und zwei jüngere Brüder (Robert und James), die beide im Kindesalter starben. Die Familie reiste durch das Land, wobei beide Elternteile Auftritt in der Musik wahrnahmen. Holbrookes Mutter starb 1880 an Tuberkulose, woraufhin die Familie in die Obhut von Joseph Senior kam, der die Familie in London ansiedelte und die Position des Pianisten im Collins’s Music Hall in Islington und später im Bedford Music Hall übernahm. Holbrooke lernte von seinem Vater Klavier und Geige spielen. Sein Vater war nicht abgeneigt, Gewalt als Lehrmethode zu verwenden, und Holbrooke spielte selbst in Music Halls, bevor er 1893 an der Royal Academy of Music studierte, wo er bei Frederick Corder Komposition und bei Frederick Westlake Klavier studierte. Während seiner Zeit an der Akademie komponierte er mehrere Werke, hauptsächlich Klavierminiaturen, Lieder und Kammermusik, die bei Studentenkonzerten aufgeführt wurden. Bei einem Konzert ersetzte er Schumanns Toccata durch eine eigene Komposition, was den Zorn des Direktors, Sir Alexander Campbell Mackenzie, hervorrief. Während seiner Zeit an der Royal Academy gewann Holbrooke mehrere Preise, darunter die Potter Exhibition für Klavier (1895), das Sterndale Bennett-Stipendium (1896), den Heathcote Long-Preis für Klavier (1896) und im letzten Jahr (mit der Pantomime Suite für Streicher) den Charles Lucas-Preis für Komposition (1897).
Nach seinem Abschluss an der Royal Academy suchte Holbrooke verschiedene Beschäftigungen. 1898 unternahm er eine Tournee durch Schottland mit dem Music Hall-Sänger Arthur Lloyd, aber das Unternehmen scheiterte und er musste zu seinem Vater nach London zurückkehren. Er zog dann aus dem Elternhaus nach Harringay, wo er privat Musikunterricht gab, aber wiederum ohne finanziellen Erfolg. Zu dieser Zeit entschied er sich, seinen Namen von Holbrook in Holbrooke zu ändern, wahrscheinlich um Verwechslungen zu vermeiden, da sein Vater ebenfalls privat unterrichtete. Später nahm er die Variante Josef Holbrooke an, die er für den Rest seines Lebens inkonsistent verwendete. Als Antwort auf eine Anzeige im Musical News reiste Holbrooke nach Horncastle in Lincolnshire, wo er kurzzeitig beim Reverend Edward Stewart Bengough lebte und als musikalischer Begleiter diente. Bald darauf reiste er wieder, leitete eine Tournee-Pantomime (Aladdin und die Lampe) während der Weihnachtszeit 1899–1900. Auch dieses Unternehmen scheiterte jedoch und Holbrooke blieb gestrandet und fast mittellos, woraufhin Bengough ihm Geld schickte, damit er nach London zurückkehren konnte.

## Schaffen
Sein musikalisches Werk umfasst Opern, acht Symphonien, viele Tondichtungen, zwei Klavierkonzerte, Kammermusik (Streichquartette, ein Klavierquintett, ein Quintett für Klarinette und Streicher, ein Klavierquartett) sowie Chorwerke. Viele seiner Kompositionen sind durch Edgar Allan Poe inspiriert.
Sein Sohn Gwydion Brooke war ein prominenter englischer Fagottist.
Auf diesen Komponisten bezieht sich das Trio um Derek Bailey, Gavin Bryars, und Tony Oxley, das von 1963 bis 1966 im englischen Sheffield mit freiimprovisierter Musik experimentierte (CDs von 1998). Derek Bailey beschreibt ihn als „Cockney-Wagner“.

## Opernwerke
- Pierrot and Pierette (1909)
- The Enchanter (1915)
- The Wizard (1915)
- The Cauldron of Anwyn Trilogie (1914/29)

## Orchesterwerke
- Symphonie No. 1
- Symphonie No. 2
- Symphonie No. 3 ‘Ships’
- The Bird of Rhiannon, Symphonische Dichtung
- The Viking, Symphonische Dichtung
- Ulalume, Symphonische Dichtung
- The Raven, Symphonische Dichtung (1917)
- Amontillado, Dramatische Ouvertüre
- Auld Lang Syne, Symphonische Variationen
- Three Blind Mice, Symphonische Variationen
- The Girl I left behind me, Symphonische Variationen
- Konzert für Violine und Orchester ‘The Grasshopper’